# 南郡元町
南郡元町（みなみこおりもとちょう）は、鹿児島県鹿児島市の町。郵便番号は890-0069。人口は1,222人、世帯数は801世帯（2020年4月1日現在）。南郡元町の全域で住居表示を実施している。

## 地理
鹿児島市の中部、新川の下流域に位置している。町域の北方には郡元、郡元町、南方には宇宿、西方には南新町、紫原、東方には東郡元町にそれぞれ接している。
町域の北部には志學館中等部・高等部が所在している。ただし、隣接して所在する志學館大学は紫原一丁目に位置している。
町域の東端部を国道225号が北東方から南方に向けて通っており、紫原団地入口交差点で鹿児島県道20号鹿児島加世田線と合流する。鉄道は町域の西端部を九州旅客鉄道指宿枕崎線、鹿児島市交通局鹿児島市電谷山線が並行して通っており、町域の中央部に南鹿児島駅（鹿児島市電は南鹿児島駅前電停）が所在している。

### 河川
- 新川

## 歴史

### 前史
現在の南郡元町付近は古くから繰り返し戦場となっている区域であり、南北朝時代に起こった島津貞久と平忠高の戦い及び西南戦争の紫原の戦いにおいて戦場となり、辺りは牛掛灘の古戦場と呼ばれた。その名残として決戦の碑や戦場跡に牛掛公園が設置されている。
また、北端部にある涙橋は江戸時代に南部にあった処刑場に向かう罪人と家族が最後の別れをしたことから涙橋と呼ばれるようになったとされる。西南戦争においては官軍と薩摩藩が涙橋で衝突し90名の兵士が戦死している。

### 南郡元町設置後
1973年（昭和48年）3月4日に郡元町・宇宿町の一部の区域にあたる南港地区において住居表示が実施されることとなった。これに伴い町の区域の再編が実施され、郡元町の一部より鹿児島市の町「南郡元町」として設置された。また同時に南郡元町の全域で住居表示が実施された。
1987年（昭和62年）に志學館高等部、1990年（平成2年）に志學館中等部が南郡元町に開校した。

### 町域の変遷
| 変更後           | 変更年             | 変更前         |
| ---------------- | ------------------ | -------------- |
| 南郡元町（新設） | 1973年（昭和48年） | 郡元町（一部） |

## 人口
以下の表は国勢調査による小地域集計が開始された1995年以降の人口の推移である。
| 年                 | 人口  |
| ------------------ | ----- |
| 1995年（平成7年）  | 1,390 |
| 2000年（平成12年） | 1,298 |
| 2005年（平成17年） | 1,379 |
| 2010年（平成22年） | 1,370 |
| 2015年（平成27年） | 1,395 |

## 施設

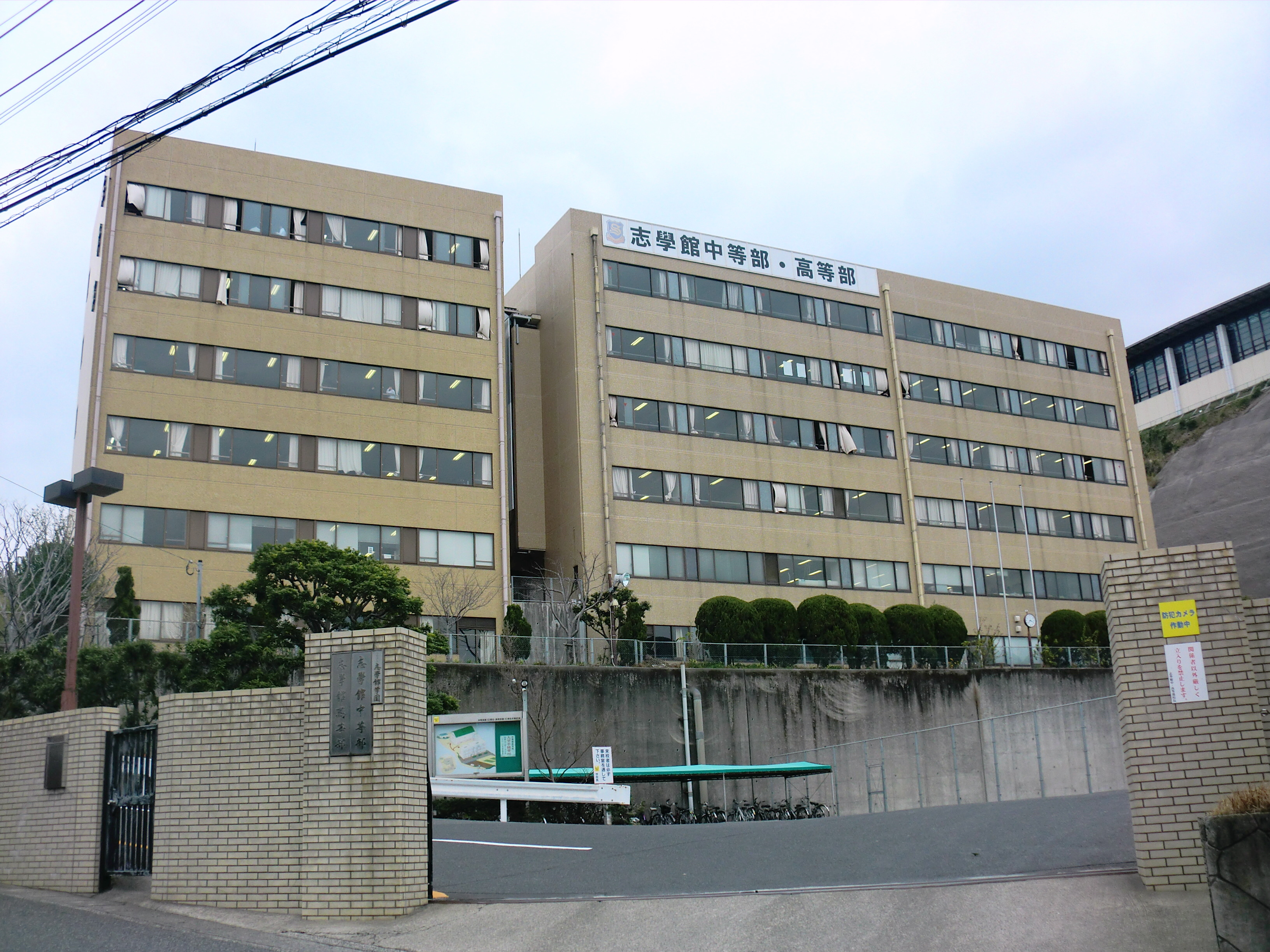
志學館中等部・高等部

### 公共
- 鹿児島市水道局新郡元水源地[18]

### 教育
- 志學館中等部・高等部[12]

### 郵便局
- 鹿児島南郡元郵便局[19]

## 小・中学校の学区
市立小・中学校の学区（校区）は以下の通りである。
| 町丁     | 番・番地 | 小学校             | 中学校             |
| -------- | -------- | ------------------ | ------------------ |
| 南郡元町 | 全域     | 鹿児島市立南小学校 | 鹿児島市立南中学校 |

## 交通

### 道路
一般国道
- 国道225号

主要地方道
- 鹿児島県道20号鹿児島加世田線

### 鉄道
九州旅客鉄道指宿枕崎線
- 南鹿児島駅

鹿児島市交通局鹿児島市電谷山線
- 南鹿児島駅前駅